# Белая лента (фильм)
«Белая лента» (нем. Das weiße Band, подзаголовок фильма — «Немецкая история о детях» нем. Eine deutsche Kindergeschichte) — чёрно-белый художественный фильм, экзистенциальная притча австрийского режиссёра Михаэля Ханеке, повествующая о загадочных событиях в отдалённой деревне на севере Германии накануне Первой мировой войны. Удостоен множества наград, в том числе «Золотой пальмовой ветви» Каннского кинофестиваля и двух номинаций на премию «Оскар».

## Сюжет
Германия, 1913 год. Во вполне благополучной германской деревне внешне всё тихо и благопристойно. Но однажды в этом «медвежьем углу» начинают происходить зловещие, таинственные события, вроде насилия, учинённого неизвестными над умственно отсталым мальчиком. Подозрение падает на детей отличающегося строгим нравом местного пастора, которые с младенчества носят белые повязки «как символ чистоты и невинности, а в душе у них в результате прорастают в знак протеста ложь, зло, тяга к насилию».
Молодой сельский учитель пытается разобраться во всём этом, но почти за каждым из жителей деревни стоят свои тёмные тайны, и никто не хочет, чтобы они выплыли наружу. Почти у каждого персонажа две стороны — одна внешняя, привычная и «благопристойная», а другая — внутренняя, отягощённая какой-либо тайной или неблаговидным действием.
Сюжет фильма остаётся недосказанным и заканчивается во время начала Первой мировой войны, причём имена преступников остаются нераскрытыми.

## В ролях
| Актёр                 | Роль                               |
| --------------------- | ---------------------------------- |
| Кристиан Фридель      | школьный учитель                   |
| Эрнст Якоби           | школьный учитель (голос за кадром) |
| Бургхарт Клаусснер    | пастор                             |
| Леони Бенеш           | Ева                                |
| Ульрих Тукур          | барон                              |
| Урсина Ларди          | баронесса                          |
| Фион Мутерт           | Зиги                               |
| Михаэль Кранц         | домашний учитель                   |
| Штеффи Кюнерт         | жена пастора                       |
| Мария-Виктория Драгус | Клара                              |
| Леонард Проксауф      | Мартин                             |
| Левин Хеннинг         | Адольф                             |
| Иоганна Буссе         | Маргарете                          |
| Тибо Серье            | Густав                             |
| Йозеф Бирбихлер       | управляющий поместьем              |
| Габриэла Мария Шмайде | жена управляющего поместьем        |
| Янина Фауц            | Эрна                               |
| Энно Требс            | Георг                              |
| Тео Требс             | Фердинанд                          |
| Райнер Бок            | доктор                             |
| Сусанна Лотар         | акушерка                           |
| Эдди Граль            | Карли                              |
| Бранко Самаровски     | фермер                             |
| Клаус Манхен          | фермер (озвучка)                   |
| Биргит Минихмайр      | Фрида                              |
| Себастьян Хюльк       | Макс                               |
| Кай-Петер Малина      | Карл                               |
| Кристина Кнеппек      | Эльза                              |
| Стефани Амарелль      | Софи                               |
| Аарон Денкель         | Курти                              |
| Детлев Бук            | отец Евы                           |
| Анне-Катрин Гуммих    | мать Евы                           |

## Общие сведения
Мировая премьера картины состоялась 21 мая 2009 года на 62-м Каннском фестивале, где он удостоился главного приза и получил положительные отзывы кинопрессы. В конце года картина получила ряд наград: Премия Европейской киноакадемии за лучший фильм и за режиссуру, «Золотой глобус» за лучший фильм на иностранном языке и многие другие. Подводя итоги первого десятилетия 21-го века, мировые аналитики включили «Белую ленту» в список лучших фильмов 2000-х.
Каннское жюри под председательством Изабель Юппер (сыгравшей свою лучшую роль в «Пианистке» Ханеке) присудило фильму «Золотую пальмовую ветвь». Среди других кинокритиков выбор жюри предсказал Андрей Плахов, который определил «Белую ленту» как кино «сухое, наполовину рассказанное закадровым голосом, но то, что показано, потрясает глубиной, загадочностью, удивительной игрой исполнителей, включая совсем маленьких детей».
Ханеке работал над проектом более 10 лет, изначально он планировал снять мини-сериал для австрийского телевидения. На роли детей были проведены пробы более 7000 человек во время шестимесячного подбора актёров. На роли взрослых героев Ханеке в основном взял актёров, с которыми уже работал ранее. Роль пастора должен был исполнить Ульрих Мюэ, однако он умер в 2007 году до начала съёмок. Его вдова Сусанна Лотар сыграла роль акушерки.

## Анализ
Структурно и тематически «Белая лента» напоминает предыдущий фильм Ханеке, «Скрытое», но вместо частной жизни одного семейства в объектив режиссёра в этот раз попадает целый народ. Ханеке вновь рисует систему тотального доминирования над личностью и приходит к неутешительным выводам о цикличности насилия в человеческом обществе. Холодный монохром кинематографии напоминает фотографии Августа Зандера. Белые повязки приобретают дополнительную символическую нагрузку как предтеча нацистских нарукавных повязок и жёлтой звезды еврейских гетто.
Режиссёр продолжает тему насилия в более глобальном плане на примере мировой истории. Сюжет развивается постепенно и ставит риторические вопросы. Главной проблемой становится зарождение жестокости среди юного поколения, намекая на грядущее становление фашистской диктатуры.
Картина собрала резко полярные оценки мировой кинопрессы, критики хвалили её за сильную операторскую и режиссёрскую работу, продуманные диалоги, но в то же время обвиняли в монотонности и недосказанности:
- Дж. Хоберман в Village Voice, отмечая повторное использование Ханеке приёма нарративной недосказанности, назвал «Белую ленту» лучшим фильмом Ханеке — «чем-то вроде триумфально воплощённой Meisterwerk»: его кинематографическая манера столь же строга, как и то репрессивное общество, которое находится под его микроскопом[15].
- А. О. Скотт из The New York Times оценил фильм негативно, уподобив режиссёра тому пастору, который в фильме символизирует слепоту и лицемерие: Ханеке навязывает свои идеи о природе фашизма зрителям-мазохистам в карательно-педагогических целях. При этом средоточием мирового зла у Ханеке в очередной раз оказываются дети[16].
- Картина обсуждалась в рамках телепрограммы «Первого канала» «Закрытый показ». Присутствовавшие в зале гости присоединились к ожесточённой дискуссии, высказывались диаметрально противоположные мнения о фильме[17].

## Награды
- 2009 — три приза Каннского кинофестиваля: «Золотая пальмовая ветвь», приз ФИПРЕССИ, приз от Французской национальной образовательной системы (все — Михаэль Ханеке)
- 2009 — приз ФИПРЕССИ за фильм года на кинофестивале в Сан-Себастьяне (Михаэль Ханеке)
- 2009 — три премии European Film Awards: лучший фильм, лучший режиссёр (Михаэль Ханеке), лучший сценарист (Михаэль Ханеке)
- 2010 — премия «Золотой глобус» за лучший фильм на иностранном языке
- 2010 — премия Американского общества кинооператоров ASC Award (Кристиан Бергер)
- 2010 — премия Национального общества кинокритиков США за лучшую операторскую работу (Кристиан Бергер)

### Номинации
- 2009 — номинация на премию European Film Awards лучшему оператору (Кристиан Бергер)
- 2010 — две номинации на премию «Оскар»: лучший фильм на иностранном языке, лучшая операторская работа (Кристиан Бергер)
- 2010 — номинация на премию BAFTA за лучший фильм не на английском языке
- 2010 — номинация на премию «Сезар» за лучший иностранный фильм
- 2010 — 13 номинаций на премию German Film Awards: лучший художественный фильм, лучшая режиссура (Михаэль Ханеке), лучший сценарий (Михаэль Ханеке), лучшая операторская работа (Кристиан Бергер), лучший монтаж (Моника Вилли), лучшая мужская роль (Бургхард Клаусснер), лучшая женская роль (Сусанна Лотар), лучшая мужская роль второго плана (Райнер Бок), лучшая женская роль (Мария-Виктория Драгус), лучшая работа художника (Кристоф Кантер), лучшие костюмы (Мойделе Бикель), лучший грим (Вальдемар Покромски, Анетт Кайзер), лучший звук (Гийом Шиама, Жан-Пьер Лафорс)
- 2010 — номинация на премию «Молодой актёр» за лучшую ведущую роль в международном фильме (Леонард Проксауф, Леони Бенеш)